# Private Dennis Hogan
Private Dennis Hogan è un cortometraggio muto del 1914 diretto da Harry Lambert.

## Produzione
Il film fu prodotto dalla Vitagraph Company of America.

## Distribuzione
Distribuito dalla General Film Company, il film - un cortometraggio in una bobina - uscì nelle sale cinematografiche statunitensi il 17 agosto 1914.